# 徳山大神宮
徳山大神宮（とくやまだいじんぐう）は、北海道松前郡松前町にある神社である。旧社格は郷社。渡島一宮と称される。

## 祭神
天照大御神・豊受大神を主祭神とするが、その他46柱の神々を合祀している（後述）。

## 歴史
創建の年代は不詳であるが、かつて、秋田・津軽の漁民は毎年春になると当地に渡って漁をし、秋に帰っていたが、アイヌからの危難を逃れるために伊勢神宮の大麻（お札）を祀る小祠を唐津内町に建て、これを「伊勢堂」と称したのに始まると伝えられる。
天正10年（1582年）、領主蛎崎（松前）季広が蔵町（現在の松前町字福山）に遷座して「神明社」と改称し崇敬した。承応元年、松前藩主松前高広が現在地に社殿を造営して遷座し、伊勢神宮から正式に神璽を奉請した。明治4年11月村社に列し、同8年12月に現社名「徳山大神宮」に改称、翌9年10月、郷社に昇格した。大正4年2月、神饌幣帛料供進神社に指定された。
昭和46年3月5日、本殿が北海道有形文化財に指定され、同52年に修理したが、これに併せて拝殿を神明造に改築、翌53年に竣工した。

## 境内社
羽黒神社（木花咲耶姫命)

## 文化財
- 本殿（道指定）
- 棟札（道指定）（36）
- 鳥居（道指定）

## 合祀神
近隣47神社を合祀したため、以下の46神を併せ祀っている（同一の神を祀る神社が複数あったため、同じ神が複数柱祀られている）。
- 譽田別命（八幡神）
- 天児屋根命（春日神）
- 宇賀之賣命（稲荷神）
- 武御名方神
- 大國魂命
- 大名持神
- 少彦名神
- 倉稲魂神（稲荷神）
- 猿田彦神
- 大宮女神
- 菅原道真（天神）
- 柿本人麿
- 市杵島姫命（宗像神・弁才天）
- 菅原道眞（天神）
- 菅原道眞（天神）
- 武彦命
- 醫彦命
- 興彦命
- 水波廼女神
- 彦火々出見命
- 手置帆負命
- 彦狭知命
- 倉稲魂命（稲荷神）
- 住吉三神（上筒男命・中筒男命・底筒男命）
- 菅原道真（天神）
- 源為朝
- 級長津彦神
- 級長津姫神
- 大物主神
- 崇徳天皇
- 倉稲魂神（稲荷神）
- 宇迦之御魂命（稲荷神）
- 大山咋神
- 天之御柱神（龍田神）
- 國之御柱神（龍田神）
- 天御中主神
- 髙皇産霊神
- 神皇彦霊神
- 伊弉諾神
- 伊弉冊神
- 松前平治衛門廣峯ノ霊
- 火産霊神
- 経津主命
- 武甕槌命

### 合祀神社一覧
- 古館稲荷神社
- 天満神社
- 人麿神社
- 奇音神社
- 北ノ丸稲荷神社
- 小松前稲荷神社
- 豊照神社
- 久須野神社
- 諏訪神社
- 北ノ丸天満宮
- 八幡宮
- 金刀比羅神社
- 全生室神社
- 磐舩神社
- 匠工祖神社
- 水神神社
- 三彦神社
- 天満神社
- 祓岩稲荷神社
- 住吉神社
- 天満神社
- 八郎神社
- 風神神社
- 琴比羅神社
- 天星宮稲荷神社
- 稲荷神社
- 千軒神社
- 狩場神社
- 利尻山神社
- 厳島神社
- 風神神社
- 日枝神社
- 廣峯神社
- 北野神社
- 船玉神社
- 稲荷神社
- 天満神社
- 稲荷神社
- 稲荷神社
- 二柱神社
- 妙見神社
- 馬形神社
- 徳山稲荷神社
- 天満神社
- 榊神社
- 琴比羅神社
- 春日神社